# Taft (Colombie-Britannique)
Pour les articles homonymes, voir Taft.
Taft est une municipalité de Colombie-Britannique dans le district régional de Columbia-Shuswap, près d'Eagle Pass,. Il a été nommé par le Chemin de fer Canadien Pacifique en l'honneur de William Howard Taft (1857 – 1930), 27e président des États-Unis.